# Ana Đorđević
Ana Đorđević (serbisch-kyrillisch Ана Ђорђевић; * 30. Dezember 1986 in Belgrad) ist eine serbische Ballerina und Choreografin.

## Leben
Ana Đorđević wurde an der Ballettschule Lujo Davico Belgrad, der Académie de danse Princesse Grace Monte Carlo und der Heinz-Bosl-Stiftung München ausgebildet.
Danach arbeitete sie am Bayerischen Staatsballett und am Ballett Dortmund zu Choreografien von George Balanchine, Patrice Bart, August Bournonville, John Cranko, Serge Lifar, Hans van Manen, Robert North und Xin Peng Wang.
2006 ging sie an die Deutsche Oper am Rhein, ab 2009 genannt Ballett am Rhein. Dort arbeitete sie mit Youri Vamos und Martin Schläpfer.
2011 wechselte sie an das Theater Augsburg. Dort tanzte sie in William Forsythes Herman Schmerman, in Christian Spucks 'das siebte blau'; Annabele Ochoa Lopez's Gefährliche Liebschaften….Zudem übernahm sie die Hauptrollen in Young Soon Hue's Romeo und Julia, Stephen Mills's 'Hamlet'…. Sie arbeitete mit Choreographen wie Itzik Galili, Michael Pink, Stephen Shropshire, Georg Reichel, Angel Rodrigues, Kevin O’Day, Demis Volpi zusammen.
Zudem choreografierte sie die Destillationen II und III, das Kofferballett (ein Projekt für Schulklassen), einen Quick & Dirty-Abend und den Augsburger Opernball.